# Bīja (concetto)
Nell'induismo e nel buddhismo il termine Bīja (in sanscrito बीज bīja) indica il suono-seme (Shabda), cioè il suono che trasformò l'energia potenziale di Brahmā in materia; ad ogni forma materiale è associato un suono che è quello per cui tale forma si è concretizzata nel mondo materiale.
I Bīja Mantra sono invece suoni che, grazie alle loro vibrazioni, secondo la tradizione Veda contribuirebbero ad ampliare la sfera psicofisica dell'uomo.